# Autoroute A2 (Slovénie)
Pour les articles homonymes, voir A2 et Autoroute A2.
L'autoroute A2 (slovène : Avtocesta A2) est une autoroute slovène de 174,5 km allant du tunnel des Karawanken (à la frontière autrichienne) à Obrežje (en) (à la frontière croate, près de Zagreb) via Ljubljana.

## Histoire
La construction de l'autoroute a débuté en 1983.
Le tableau suivant indique les dates d'ouverture des différentes sections de l'autoroute.
| Section                                    | Longueur | Ouverture               |
| ------------------------------------------ | -------- | ----------------------- |
| Tunnel des Karawanken                      | 3,4 km   | 1/6/1991                |
| Autriche (tunnel des Karawanken) - Hrušica | 1,9 km   | 1/6/1991                |
| Hrušica - Vrba                             | 13,5 km  | 18/10/1993              |
| Vrba - Peračica                            | 9,8 km   | 22/9/2008               |
| Peračica - Podtabor                        | 2,4 km   | 29/11/2007 - 27/10/2011 |
| Podtabor - Naklo                           | 4,9 km   | 4/9/2003                |
| Naklo - Kranj                              | 8,7 km   | 26/6/1985 - 21/11/2000  |
| Kranj - Ljubljana-Šentvid                  | 20,3 km  | 26/6/1985               |
| Ljubljana-Šentvid - Ljubljana-Koseze (A1)  | 5,5 km   | 1/7/2008                |
| Ljubljana-Malence (A1) - Šmarje Sap        | 6,3 km   | 24/11/1992              |
| Šmarje Sap - Višnja Gora                   | 12,2 km  | 12/7/1989               |
| Višnja Gora - Bič                          | 11,2 km  | 3/10/2000               |
| Bič - Korenitka                            | 4,8 km   | 22/12/2003              |
| Korenitka - Pluska                         | 3 km     | 23/12/2004              |
| Pluska - Hrastje                           | 14,8 km  | 30/6/2010               |
| Hrastje - Lešnica                          | 7,8 km   | 23/6/2006               |
| Lešnica - Kronovo                          | 5,5 km   | 23/6/2008               |
| Kronovo - Smednik                          | 9,2 km   | 2/7/2004                |
| Smednik - Krška Vas                        | 17,6 km  | 11/12/2004 - 23/12/2004 |
| Krška Vas - Obrežje                        | 12,3 km  | 4/11/2004               |

## Parcours
- Autriche A11
- 1 : Jesenice-zahod, Hrušica, Kranjska Gora, Tarvisio
- 2 : Jesenice-vzhod, Spodnje Gorje (en), Žirovnica, Lipce (sl)
- 3 : Lesce (en), Vrba, Begunje na Gorenjskem (en), Žirovnica, Bled
- 4 : Radovljica, Zapuže (sl), Begunje na Gorenjskem
- 5 : Brezje, Kropa (en)
- 6 : Podbrezje (en), Kropa, Tržič, Klagenfurt
- 7 : Naklo, Spodnje Duplje (en), Strahinj (en)
- 8 : Kranj-zahod, Kokrica (en), Golnik (en)
- 9 : Kranj-vzhod, Šenčur, Zgornje Jezersko (en), Škofja Loka
- 10 : Spodnji Brnik (en), Cerklje na Gorenjskem
- 11 : Vodice, Smlednik (en), Komenda, Kamnik, Cerklje na Gorenjskem
- 12 : Ljubljana-Šmartno, Gameljne (sl)
- 13 : Ljubljana-Brod, Ljubljana-Vižmarje, Ljubljana-Črnuče, Ljubljana-Ježica, Medvode, Škofja Loka
- 14 : Ljubljana-Šentvid, Ljubljana-center, Medvode, Škofja Loka
- 15A : Ljubljana-Podutik, Ljubljana-Koseze
- 15B ( Échangeur entre A2 et H3) : Ljubljana-sever, Ljubljana-Koseze, Maribor, Graz
- 16 : Ljubljana-Brdo, Ljubljana-Vrhovci
- Échangeur entre A2 et A1 ( 36)
- Tronc commun avec l'A1 (entre les sorties 36 et 31)
- Échangeur entre A2 et A1 ( 31)
- 17 : Kočevje, Škofljica
- 18 : Grosuplje-zahod, Cikava (en), Šmarje–Sap (en)
- 19 : Grosuplje
- 20 : Višnja Gora (en), Polževo (sl)
- 21 : Ivančna Gorica, Stična (en), Šentvid (en), Krka, Žužemberk, Črnomelj
- 22 : Bič (en), Šentvid, Litija, Bogenšperk (sl)
- 23 : Trebnje-zahod, Velika Loka (en), Dobrnič (en), Žužemberk
- 24 : Trebnje-vzhod, Mirna, Mokronog (en), Sevnica
- 25 : Mirna Peč, Straža
- 26 : Novo Mesto-zahod, Dolenjske Toplice, Kočevje
- 27 : Novo Mesto-vzhod, Otočec (en), Dolenjske Toplice, Črnomelj, Metlika
- 28 : Kronovo (sl), Otočec, Šmarješke Toplice, Šmarjeta (en)
- 29 : Dobruška Vas (en), Šentjernej, Kostanjevica na Krki, Škocjan
- 30 : Smednik (en), Raka (sl)
- 31 : Drnovo (en), Kostanjevica na Krki, Podbočje (en), Krško, Sevnica, Celje
- 32 : Čatež ob Savi (en), Brežice, Bizeljsko (en)
- 33 : Obrežje (en), Mokrice, Slovenska vas (en), Jesenice na Dolenjskem (en)
- Croatie A3

## Routes européennes
- E61
- E70